# Scott Lessard
Scott Lessard (* 1985) ist ein US-amerikanischer Biathlet und Skilangläufer.
Scott Lessard lebt in Greene und startet für den Maine State Biathlon Club. Auf nordamerikanischer Ebene war er in unterklassigen Rennen im Skilanglauf aktiv, hatte aber seine größeren Erfolge im Biathlon. Im Biathlon-NorAm-Cup 2009/10 wurde er in der Gesamtwertung der Saison Zehnter. Bei den Nordamerikanischen Meisterschaften im Biathlon 2010 in Fort Kent kam er auf den achten Platz im Sprint, wurde Zehnter der Verfolgung und 12. des Massenstartrennens. Bei den Nordamerikanischen Meisterschaften im Sommerbiathlon 2011 in Jericho kam ein 26. Platz im Einzel hinzu.